# العمق الاستراتيجي (كتاب)
«العمق الاستراتيجي: موقع تركيا ودورها في الساحة الدولية» هو كتاب من تأليف أحمد داود أوغلو رئيس وزراء تركيا، يتناول هذا الكتاب سبل تأمين الأمن القومي التركي، وكيفية توظيف تركيا لموروثها التاريخي والجغرافي في سياستها الخارجية. وقد حاول المؤلف استعمال مصطلح «العمق الاستراتيجي» في تحديد علاقات تركيا الدولية، وذلك سعيًا منه إلى إخراج تركيا من دورها الهامشي أثناء الحرب الباردة ونقلها إلى بلد محوري ومؤثر دوليًا، خرجت الطبعة العربية الأولى سنة 2010، وقام بنشره الدار العربية للعلوم ومركز الجزيرة للدراسات ثم تم إعادة طبعه الطبعة الثانية عام 2011.

## اثره وتميزه
يتميز الكتاب هو بتفرده وتجاوزه للأطر النظرية المجردة؛ بحيث يتم صياغة رؤية إستراتيجية تطبيقية شاملة لما يمكن أن تكون عليه مكانة تركيا في الساحة الدولية. وقد وضع الرؤية الدكتور والمستشار والوزير لاحقا أحمد داود أوغلو عام 2001 في النسخة التركية للكتاب، قبل أن يصل حزب العدالة والتنمية إلى رئاسة الحكومة عام 2002، وقبل سنوات من استلامه وزارة الخارجية التركية بعد ذلك بعدة سنوات.
وعند الترجمة عام 2010 اضاف الدكتور أوغلو إلى كتابه في ترجمته العربية فصلاً جديداً لم يكن موجوداً في طبعته التركية، يتناول أهم التطورات التي جرت منذ نشر الكتاب في العام 2001 وحتى يوليو 2010. ويتعلق الفصل بقراءة توجهات السياسة الخارجية التركية خلال هذه السنوات، ومكانة ووضعية تركيا الحالية في السياسة الإقليمية والعالمية.

## تنسيق الكتاب
يقع الكتاب في 646 صفحة وفق الطبعة العربية، و600 صفحة وفق الطبعة التركية، ويتكون من ثلاث أجزاء:
- الجزء الأول: الإطار المفاهيمي والتاريخي.
- الجزء الثاني: الاستراتيجية المرحلية والسياسات المرتبطة بالمناطق الجغرافية.
- الجزء الثالث: مجالات التطبيق، الوسائل الاستراتيجية والسياسات الإقليمية.[3]